# Lindsaea media
Lindsaea media är en ormbunkeart som beskrevs av Robert Brown. Lindsaea media ingår i släktet Lindsaea och familjen Lindsaeaceae. Inga underarter finns listade.